# Patrick Criado de la Puerta
Patrick Criado de la Puerta (Madrid, 23 de setembre de 1995) és un actor espanyol conegut pels papers de Nuño de Santillana en la sèrie Águila Roja de La 1 de Televisió Espanyola i per Fernando Rueda a la sèrie Mar de plástico d'Antena 3.

## Biografia
Patrick Criado va néixer el 23 de setembre de 1995 a Madrid. Des del 2005 quan va començar a actuar ha compartit pantalla amb actors i actrius com Javier Gutiérrez, Pepa Aniorte i Francis Lorenzo. També ha col·laborat musicalment amb l'actriu i cantant adolescent Lucía Gil, que va fer el salt a la fama gràcies a Disney Channel, en el programa Pizzicato.
El seu primer paper destacat li va venir amb el personatge de Nuño en la reeixida sèrie de TVE Águila Roja.
Ha compaginat aquest amb altres projectes com Niños robados (Telecinco), El Rey (Telecinco), o els llargmetratges Todos están muertos, dirigit per Beatriz Sanchís, La gran familia española de Daniel Sánchez Arévalo i interpretant el paper de César a El club de los incomprendidos, pel·lícula basada en la novel·la ¡Buenos días, princesa! de Blue Jeans.
Ha estat nominat al Goya al millor actor revelació per la pel·lícula La gran familia española.
Des de 2015 interpreta a Sancho, personatge col·laborador en la segona temporada de la sèrie de televisió El Ministerio del Tiempo.
Des de 2015 participa a Mar de plástico, on interpreta a Fernando Rueda durant tota la sèrie.
A més, a principis de desembre de 2016 va estrenar la mini-sèrie de televisió El padre de Caín a Telecinco, un drama protagonitzat per Aura Garrido, Quim Gutiérrez i Oona Chaplin sobre el les accions d'ETA durant els anys vuitanta en Espanya. Des del 2018 també participa a la sèrie Vivir sin permiso.

## Filmografia

### Cinema
| Any  | Títol                             | Personatge                  | Notes                       |
| ---- | --------------------------------- | --------------------------- | --------------------------- |
| 2007 | Las 13 rosas                      | Simón                       | Personatge de repartiment.  |
| 2008 | Carlitos y el campo de los sueños | Ricky                       | Personatge de repartiment.  |
| 2008 | Los girasoles ciegos              | Luis                        | Personatge de repartiment.  |
| 2011 | Águila Roja: la película          | Nuño de Santillana y Guzmán | Personatge principal.       |
| 2013 | La gran familia española          | Efraín "Efra" Montero Sanz  | Personatge protagonista.    |
| 2014 | El club de los incomprendidos     | César                       | Personatge secundari.       |
| 2014 | Todos están muertos               | Víctor                      | Personatge secundari.       |
| 2016 | 1898: Los últimos de Filipinas    | Juan                        | Personatge protagonista.    |
| 2017 | La LEGO Ninjago película          | Lloyd, el ninja verde       | Veu (doblatge al castellà). |

### Televisió

#### Sèries de Televisió
| Any         | Títol                       | Cadena    | Personatge                    | Episodis    |
| ----------- | --------------------------- | --------- | ----------------------------- | ----------- |
| 2005        | Amar en tiempos revueltos   | La 1      | Nen de l'orfenat              | 1 episodi   |
| 2005 - 2006 | Los Serrano                 | Telecinco | Company de Curro              | 2 episodis  |
| 2005 - 2006 | El comisario                | Telecinco | Roberto                       | 3 episodis  |
| 2006        | Con dos tacones             | La 1      | Lucas                         | 8 episodis  |
| 2007 - 2008 | Hermanos y detectives       | Telecinco | Gonzalo                       | 1 episodi   |
| 2009        | La tira                     | laSexta   | Nen abandonat                 | 1 episodi   |
| 2009 - 2015 | Águila Roja                 | La 1      | Nuño de Santillana y Guzmán   | 90 episodis |
| 2013        | Niños robados               | Telecinco | Álex                          | 2 episodis  |
| 2014        | El Rey                      | Telecinco | Joan Carles I                 | 2 episodis  |
| 2015 - 2016 | Mar de plástico             | Antena 3  | Fernando Rueda (Boris Enesku) | 26 episodis |
| 2016        | El Ministerio del Tiempo    | La 1      | Sancho                        | 1 episodi   |
| 2016        | El padre de Caín            | Telecinco | Ander                         | 1 episodi   |
| 2018        | Asesinato en la Universidad | La 1      | Fray Luis de León             | TV-Movie    |
| 2018-2020   | Vivir sin permiso           | Telecinco | Daniel Arteaga Vargas         | ¿? episodi  |
| 2021        | La casa de papel            | Netflix   | ¿?                            | ¿?          |

#### Programes de televisió
| Any  | Títol     | Cadena | Personatge | Notes        |
| ---- | --------- | ------ | ---------- | ------------ |
| 2011 | Pizzicato | La 2   | Ell mateix | Presentador. |